# Basketbol'nij klub Zaporižžja
Il B.K. Zaporižžja (in ucraino Баскетбольний клуб Запоріжжя?, Basketbol'nij klub Zaporižžja), precedentemente noto anche come B.K. Ferro-ZNTU Zaporižžja è una società cestistica, avente sede a Zaporižžja, in Ucraina. Fondato nel 1972 è stato rifondato nel 2015 a seguito di problemi economici.
Gioca nel campionato ucraino.

## Palmarès
- Coppa d'Ucraina: 2

2010, 2013